# Zeithainer Lustlager

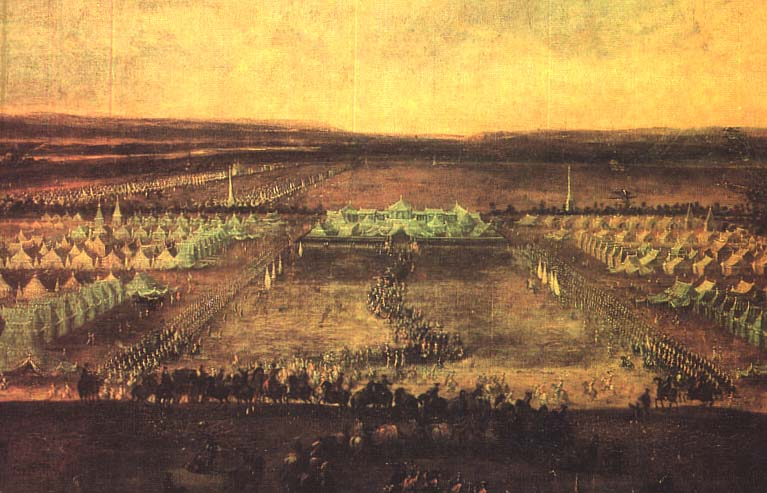
Lager bei Zeithain, Gemälde von Johann Alexander Thiele 1730

Das Große Campement bei Mühlberg, auch Lustlager von Zeithain genannt, war eine grandiose Truppenschau Augusts des Starken, verbunden mit der Darstellung königlicher Pracht, die vom 31. Mai bis zum 28. Juni 1730 unweit der Städte Riesa und Großenhain zwischen den Orten Zeithain, Glaubitz, Wülknitz und Streumen stattfand.

## Bedeutung und Verlauf

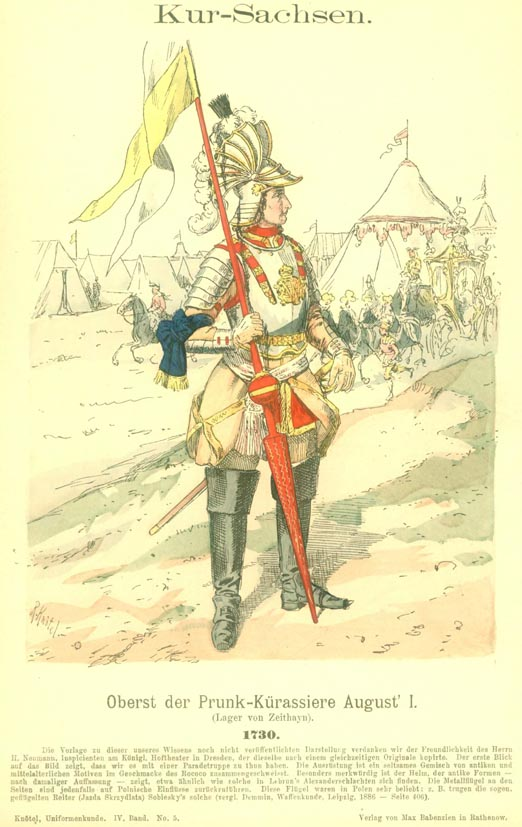
Kurfürstlich Sächsischer Oberst der Prunk-Kürassiere beim Lager von Zeithain

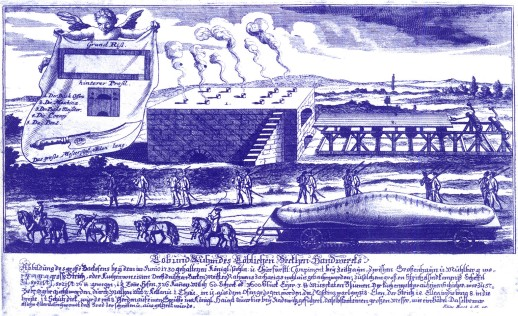
Zeithainer Riesenstollen mit
Backofen

Im Jahr 1721, nach zwanzig Jahren siegreich abgeschlossenen Großen Nordischen Krieg beschloss August der Starke eine Neuorganisation und -ausrüstung der sächsischen Truppen. Die schwedische Armee war zuvor fünf Jahre bis 1706 durch seine Lande gezogen und hatte ihn zunächst zur Abdankung gezwungen. Das Ergebnis der Neuorganisation wurde in einer Truppenschau mit Feldlager der gesamten 27.000 Mann starken sächsischen Armee im Juni 1730 vorgestellt, die in der Nähe von Zeithain stattfand.
Das „Zeithainer Lustlager“ war eine organisatorische und logistische Meisterleistung, die europaweit für Aufsehen sorgte. Es war nicht nur die größte Truppenschau Europas, es galt vor allem als das gigantischste Barockfest seiner Zeit, das „Spektakel des Jahrhunderts“, welches wegen seiner Pracht und Üppigkeit bis heute Inbegriff barocker Lebensart ist. Zum Einsatz kamen dabei auch osmanische Staatszelte, von denen heute zwei in der Türckischen Cammer im Dresdner Residenzschloss zu besichtigen sind. Barocke Obelisken aus Sandstein markierten zudem weithin sichtbar das Lager, von denen heute noch vier Obelisken (drei zwischen Glaubitz, Streumen und Marksiedlitz und ein Obelisk in der Gemarkung Zeithain, etwa 2 km nördlich des alten Ortskernes) erhalten sind und inzwischen saniert wurden.
Riesige Zelt- und Prunklager zu Repräsentationszwecken hatten damals bereits eine längere Tradition, insbesondere bei Herrschertreffen, wo oft zwei Lager errichtet wurden, etwa das Camp du Drap d’Or von 1520, anlässlich des über 2-wöchigen Zusammentreffens des französischen Königs Franz I. mit dem englischen König Heinrich VIII. Auch das Zeithainer Lustlager hatte infolge der Anwesenheit der sächsisch-polnischen und preußischen Höfe sowie weiterer Fürsten und ihrer Abgesandten den Charakter eines Herrschertreffens.
Vor 48 geladenen europäischen Fürsten und deren Militärs präsentierte August seine Armee im Manöver, organisiert vom Generalfeldmarschall Graf Wackerbarth, worauf großartige Festlichkeiten folgten, abgeschlossen mit einem Feuerwerk bei Riesa. Das Zeithainer Lustlager stellte nicht nur die militärische Leistungsfähigkeit, sondern auch den hohen Stand der sächsischen Kunst und Kultur zur Schau. Der anwesende „Soldatenkönig“ Friedrich Wilhelm I. in Preußen notierte hierzu anerkennend: „Die drei Regimenter Kronprinz gut, Weißenfels gut, sehr gut. Pflugk sehr miserabel, schlecht. Befehlsgebung gut. Von der Kavallerie habe ich Kommandos gesehen, die finde ich sehr propre.“
Ein besonderer Höhepunkt des Festes war ein vom Dresdner Bäckermeister Johann Andreas Zacharias und sechzig Bäckerknechten gebackener Riesenstollen. Er war 1800 Kilogramm schwer, 18 Ellen lang (etwa 7 Meter), 8 Ellen (etwa 3 Meter) breit und 30 Zentimeter dick. Er war in einem eigens dafür von Matthäus Daniel Pöppelmann gebauten Ofen gebacken und vom Backhaus in Moritz aus auf einem von acht Pferden gezogenen Wagen in Augusts Lager gebracht worden. Dort wurde das Backwerk mit dem berühmten „Großen Stollenmesser“ angeschnitten, in 24.000 Portionen (im Schnitt je 75 Gramm) aufgeteilt und an die Gäste ausgegeben.
Bei Streumen (heute in der Gemeinde Wülknitz) wurde ein prächtiges Opernhaus speziell für das Lustlager errichtet. Komödien wurden aufgeführt, Opern gezeigt.
Ein fünfstündiges Feuerwerk am 24. Juni tauchte den Fluss und die Stadt Riesa in bunte Farben. Mehrere Monate zuvor hatten 200 Zimmerleute begonnen, aus 18.000 Holzstämmen und ebenso vielen Brettern ein „80 Ellen hohes und 200 Ellen breites“ Gerüst auf der Riesaer Flussseite, gegenüber dem eigens hierfür umgebauten Promnitzer Schloss aufzubauen, das mit 6000 Ellen Leinwand bespannt und bemalt wurde, um einen Feen-Palast darzustellen. Die Illumination erfolgte durch 400 Zimmerleute. Neben dem Palast befanden sich unter anderem 60 Kanonen zum Böllern, 48 Mörser zum Leuchtkugel-Werfen, 80 Raketenkästen und 24 große Feuerräder. Zu gleicher Zeit segelte eine bis an die Mastbaumspitzen illuminierte Flotte, von feuerspeienden Walfischen und Delphinen angeführt, an den in einem Pavillon versammelten hohen Gästen vorbei, deren Ruhm und Glanz von der königlichen Kapelle auf dem Hauptschiff mit Lobgesängen gepriesen wurde.
Im Nachgang des Festes wurde in der Öffentlichkeit Sachsens das Fest als pure Verschwendung von Geld gesehen und der König geriet in starke Kritik. Seine Minister versuchten nun das Fest aus der öffentlichen Wahrnehmung zu nehmen, zumal auch sich der Erfolg in Grenzen hielt.

## Bemerkenswertes

### Der Anlass für die Flucht Friedrichs des Großen

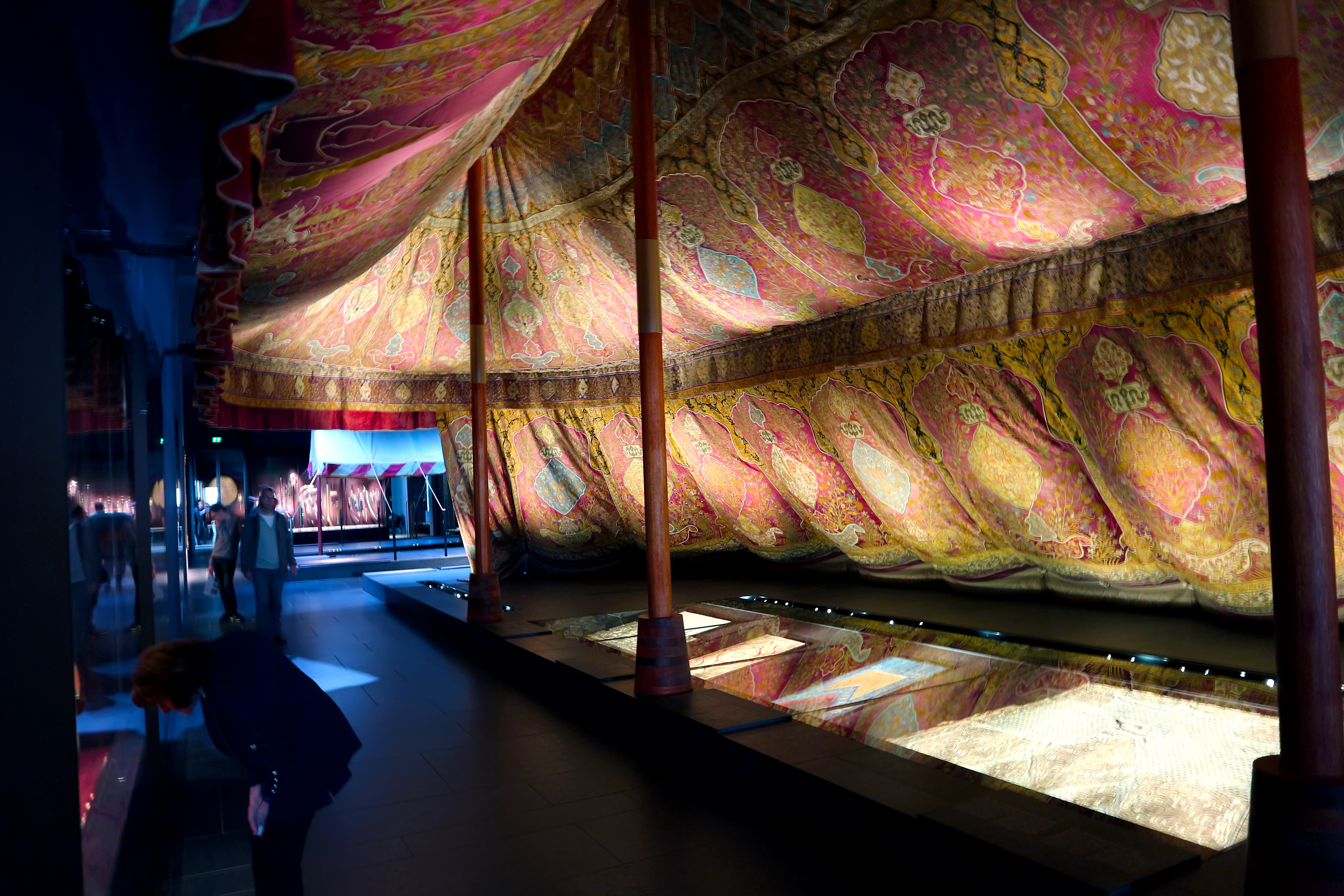
Türkenzelt vom Zeithainer Lager (ausgestellt in der Türckischen Cammer des Dresdner Schlosses)

Historische Bedeutung erlangte das Lustlager auch durch einen während der Manövertage ausgetragenen heftigen Streit zwischen dem Soldatenkönig Friedrich Wilhelm I. und seinem Sohn, dem damaligen Kronprinzen Friedrich. Der König züchtigte seinen Sohn vor Untergebenen. Noch während des Lagers offenbarte Friedrich seinem Freund Hans Hermann von Katte den Plan, nach Frankreich zu fliehen, um sich der Erziehungsgewalt seines strengen Vaters zu entziehen. Katte versuchte ihn zwar davon abzuhalten, unterstützte ihn dann aber. Jedoch scheiterte die Flucht bereits an der fehlenden Freigabe von Pferden. August Christoph von Wackerbarth hatte über Spione (das Feldpostamt in Glaubitz unterstand ihm) von den Fluchtplänen erfahren und diese Friedrich Wilhelm I. mitteilen lassen. Heinrich von Brühl hatte dabei wohl eine entscheidende Rolle gespielt. Dadurch wurden beide Freunde verraten. Heinrich von Brühl hatte sich damit einen Feind geschaffen, der ihn dies Jahre später im Siebenjährigen Krieg spüren ließ. Auf einer diplomatische Reise nach Ansbach, Ludwigsburg und Mannheim im Sommer desselben Jahres versuchte Friedrich in der Nacht vom 4. auf den 5. August 1730 erneut, aus seinem Reisequartier bei Steinsfurt über Frankreich nach England zu fliehen. Der Plan wurde erneut verraten und Katte, der sich zu dieser Zeit in Berlin befand, wurde durch einen kompromittierenden Brief als Mitwisser entlarvt und wenig später verhaftet und nach einem Prozess wegen versuchter Desertion am 6. November 1730 in Küstrin hingerichtet.

### Ein „FIFAT“ von nie gesehener Größe

Karte mit der ungefähren Lage des Lagers um 1730

Eines der großen Ereignisse war das abschließende mehrstündige Feuerwerk auf der Elbe bei Riesa. Dieses konnten die fürstlichen Befehlshaber von Schloss Promnitz aus (auf der gegenüberliegenden Elbseite von Riesa gelegen) besehen, „wobei Menschenleben so wenig als Geld geschont ward; denn in einem Wallfische und vier Delphinen, welche Flammen spien und die Elbe gleichsam in ein Feuermeer verwandelten, steckten Baugefangene, die das Leben verwirkt hatten, und wenn sie das Feueramt im Bauche jener Ungeheuer glücklich verwalteten – was jedoch nicht immer der Fall war, denn mehrere verbrannten – die Freiheit erhielten. Eins der glänzendsten Stücke jenes Feuerwerkes sollte nächst eben erwähntem Feuerspeien ein Vivat von nie gesehener Größe sein. August ließ selbst deshalb den commandirenden Oberstlieutenant Jauch kommen und schärfte ihm die kolossale Darstellung jenes Vivats nachdrücklichst ein. – Jauch that, wie ihm befohlen. Auch war an des Vivats Größe nichts, desto mehr aber an der Schreibart auszusetzen, denn es brannte FIFAT – in Brillantfeuer.“ Allgemeines Gelächter war die Folge, nur nicht bei August dem Starken, der Jauch befahl, „irgend einen aufzugattern, welcher dem dummen Streiche ein kluges Mäntelchen umzugeben vermöchte.“ Aus dem schändlichen FIFAT wurde ein ehrenvolles FAUSTA IUBILA FECERUNT AUGUSTI TEMPORA (deutsch: Freudige Feste schufen Augusts [glückliche] Zeiten) filtriert, und „August ermangelte nicht, seinen hohen Gästen damit das Verständnis zu eröffnen“, während Jauch bis an sein Lebensende den Scherznamen Fifat erhielt.

## Nachfolgeveranstaltungen

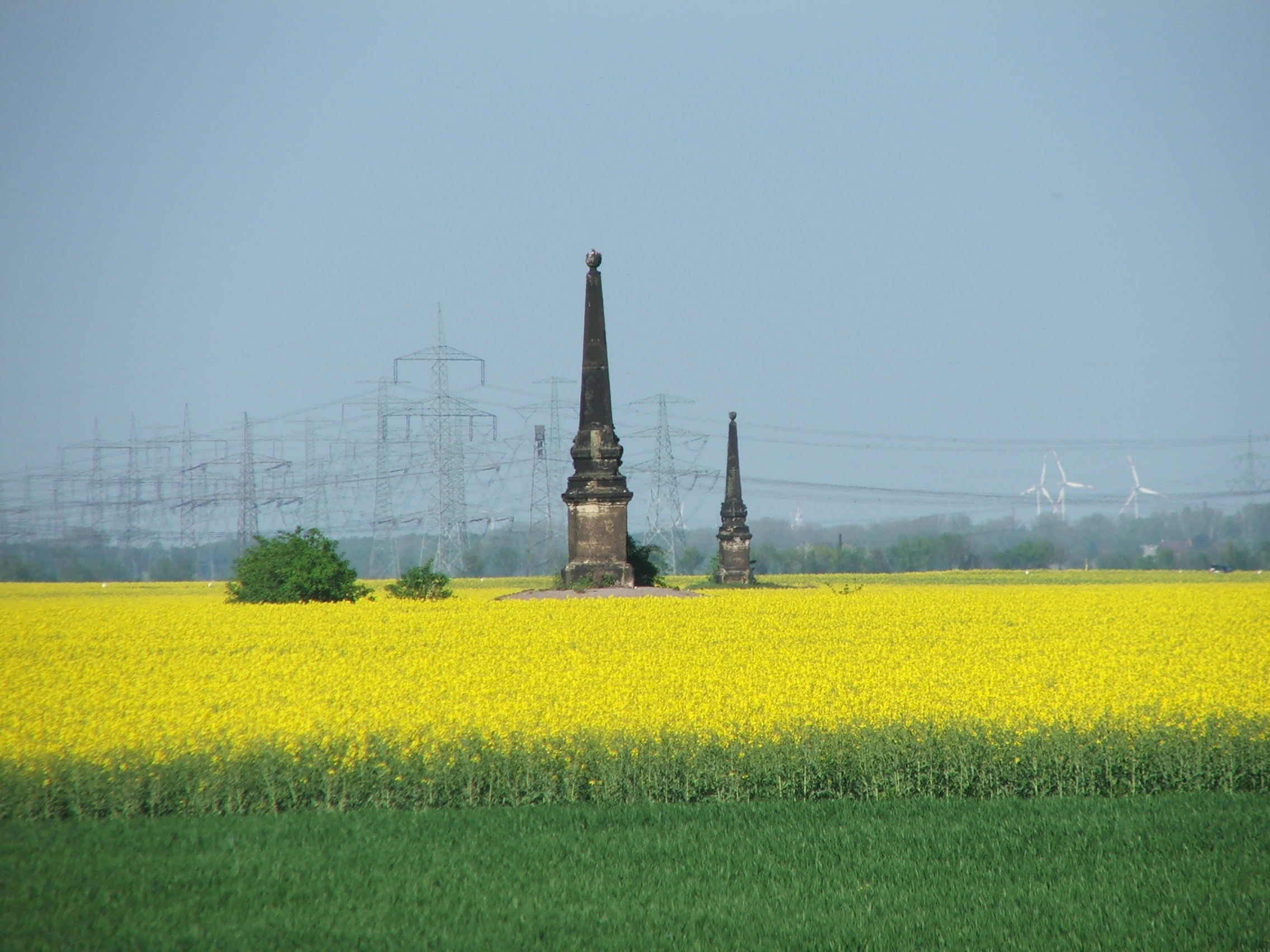
Der Ort des Lagers 2009 mit zwei der drei barocken Obelisken

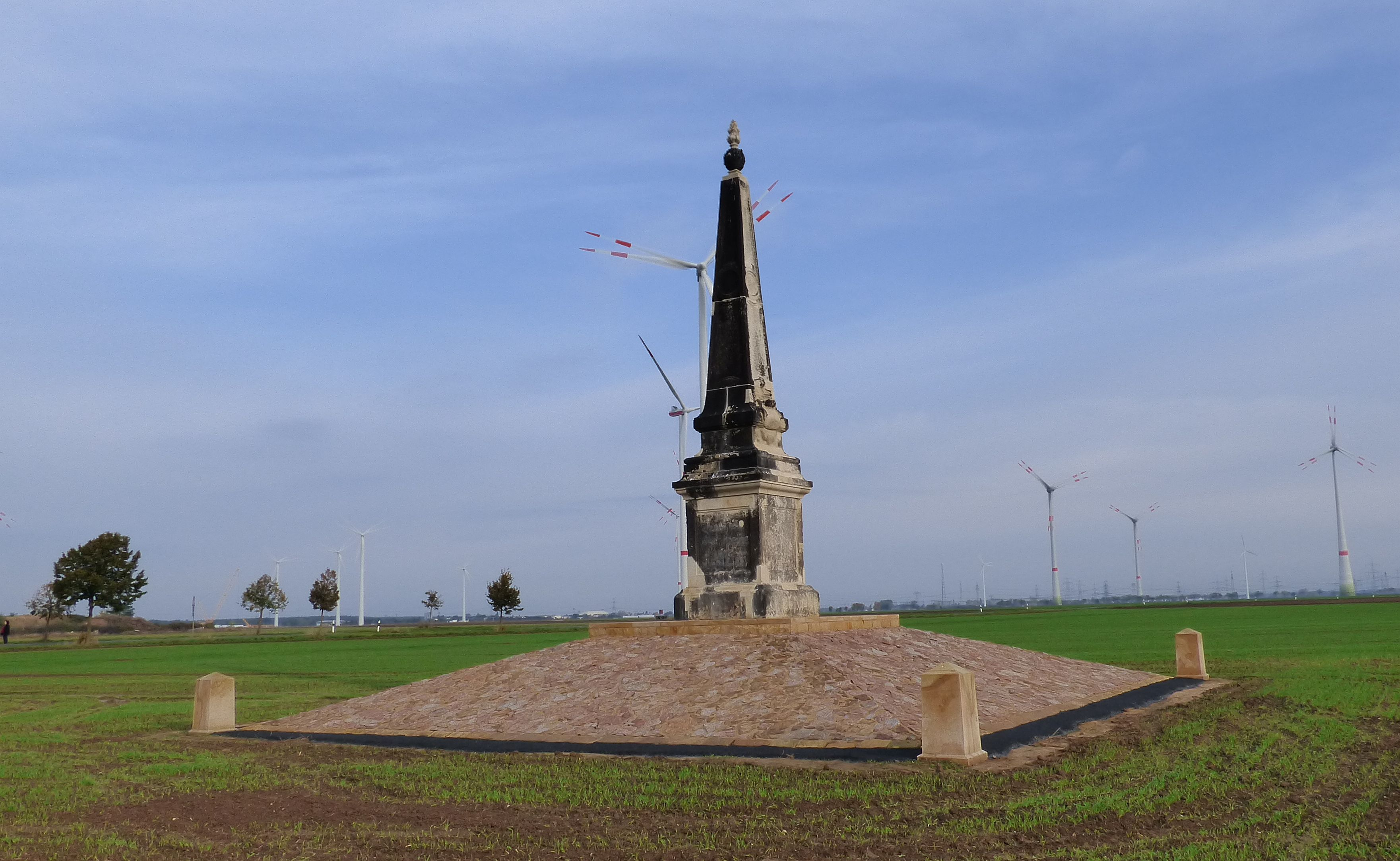
Glaubitzer Obelisk nach der Sanierung 2016

- 1994 wurde das Dresdner Stollenfest ins Leben gerufen, das heute als Höhepunkt des Dresdner Striezelmarktes gilt.
- Der Geschichts- und Traditionsverein Zeithain/Sachsen e. V. veranstaltet als Reenactment seit 2022 ein jährliches „Zeithainer Lustlager“, welches dem damaligen Fest nachempfunden ist.